# Giải Cành cọ vàng cho phim ngắn
Giải Cành cọ vàng cho phim ngắn (tiếng Pháp: Palme d'Or du court métrage) là giải thưởng cao nhất cho một phim ngắn tại Liên hoan phim Cannes. Giải này do Ban giám khảo của tổ chức Cinéfondation chọn.
Đôi khi một giải gọi là Hạng đặc biệt (Mention Spéciale) hoặc Giải của Ban Giám khảo (Prix du Jury) được trao cho các phim ngắn xứng đáng khác trong một năm nào đó.

## Các phim ngắn đoạt giải
Dưới đây là danh sách mọi giải thưởng cho phim ngắn của Liên hoan phim Cannes từ trước tới nay. Giải Cành cọ vàng hoặc giải quan trọng tương đương được in bằng chữ đậm:

### Thập niên 2000
| Năm  | Phim                    | Giải                   |
| ---- | ----------------------- | ---------------------- |
| 2008 | Megatron                | Giải Cành cọ vàng      |
| 2008 | Jerrycan                | Giải của Ban Giám khảo |
| 2007 | Ver Llover              | Giải Cành cọ vàng      |
| 2007 | Ah Ma                   | Giải Hạng đặc biệt     |
| 2007 | Run                     | Giải Hạng đặc biệt     |
| 2006 | Sniffer                 | Giải Cành cọ vàng      |
| 2006 | Primera Nieve           | Giải của Ban Giám khảo |
| 2006 | Run                     | Giải Hạng đặc biệt     |
| 2005 | Podorozhni              | Giải Cành cọ vàng      |
| 2005 | Clara                   | Giải Hạng đặc biệt     |
| 2004 | Trafic                  | Giải Cành cọ vàng      |
| 2004 | Flatlife                | Giải của Ban Giám khảo |
| 2003 | Cracker Bag             | Giải Cành cọ vàng      |
| 2003 | L'Homme Sans Tête       | Giải của Ban Giám khảo |
| 2002 | Eso Utan                | Giải Cành cọ vàng      |
| 2002 | A Very Very Silent Film | Giải của Ban Giám khảo |
| 2002 | The Stone of Folly      | Giải của Ban Giám khảo |
| 2001 | Bean Cake               | Giải Cành cọ vàng      |
| 2001 | Dadd's Girl             | Giải của Ban Giám khảo |
| 2001 | Pizza Passionata        | Giải của Ban Giám khảo |
| 2000 | Anino                   | Giải Cành cọ vàng      |

### Thập niên 1990
| Năm  | Phim                                            | Giải                            |
| ---- | ----------------------------------------------- | ------------------------------- |
| 1999 | So-Poong                                        | Giải của Ban Giám khảo          |
| 1999 | Stop                                            | Giải của Ban Giám khảo          |
| 1998 | L'Interview                                     | Giải Cành cọ vàng               |
| 1998 | Horseshoe                                       | Giải của Ban Giám khảo          |
| 1998 | Gasman                                          | Giải của Ban Giám khảo          |
| 1997 | Is It the Design on the Wrapper?                | Giải Cành cọ vàng               |
| 1997 | Leonie                                          | Giải của Ban Giám khảo          |
| 1997 | Les Vacances                                    | Giải của Ban Giám khảo          |
| 1996 | Szel                                            | Giải Cành cọ vàng               |
| 1996 | Small Deaths                                    | Giải của Ban Giám khảo          |
| 1995 | Swinger                                         | Giải của Ban Giám khảo          |
| 1994 | Lemming Aid                                     | Giải nhất của Ban Giám khảo     |
| 1994 | Syrup                                           | Giải hạng nhì                   |
| 1993 | Coffee and Cigarettes (Somewhere in California) | Giải Cành cọ vàng               |
| 1992 | Omnibus                                         | Giải Cành cọ vàng               |
| 1992 | La Sensation                                    | Giải đặc biệt của Ban Giám khảo |
| 1991 | Z Podnieszonimy Rekamy                          | Giải Cành cọ vàng               |
| 1990 | The Lunch Date                                  | Giải Cành cọ vàng               |
| 1990 | De Slaapkamer                                   | Giải nhất của Ban Giám khảo     |
| 1990 | Revestriction                                   | Giải nhì của Ban Giám khảo      |

### Thập niên 1980
| Năm  | Phim                                                              | Giải                               |
| ---- | ----------------------------------------------------------------- | ---------------------------------- |
| 1989 | 50 Ans                                                            | Giải Cành cọ vàng                  |
| 1989 | Yes We Can                                                        | Hạng ưu                            |
| 1989 | Performance Pieces                                                | Hạng ưu                            |
| 1988 | Bukpytacy                                                         | Giải Cành cọ vàng                  |
| 1988 | Ab Ovo/Homoknyomok                                                | Giải phim ngắn - Hoạt hình         |
| 1988 | Physical Sculpture                                                | Giải phim ngắn - Hư cấu            |
| 1987 | Palisade                                                          | Giải Cành cọ vàng                  |
| 1987 | Academy Leader Variations                                         | Giải hạng nhì                      |
| 1987 | Iznenadna I Prerana Smrt Pukovnika K.K.                           | Giải hạng ba                       |
| 1986 | Peel                                                              | Giải Cành cọ vàng                  |
| 1986 | Gaidouk                                                           | Giải của Ban Giám khảo - Hoạt hình |
| 1986 | Les Petites Magiciennes                                           | Giải của Ban Giám khảo - Hư cấu    |
| 1985 | Jenitba                                                           | Giải Cành cọ vàng                  |
| 1984 | Le Cheval de Fer                                                  | Giải Cành cọ vàng                  |
| 1984 | Tchouma                                                           | Giải phim ngắn                     |
| 1983 | Je Sais que J'ai Tort mais Demandez a mes Copains ils Disent la M | Giải Cành cọ vàng                  |
| 1983 | Too Much Oregano                                                  | Giải của Ban Giám khảo             |
| 1983 | The Only Forgotten Take of Casablanca                             | Giải của Ban Giám khảo             |
| 1982 | Merlin ou le Cours de l'Or                                        | Giải Cành cọ vàng                  |
| 1982 | Meow                                                              | Giải của Ban Giám khảo - Hoạt hình |
| 1981 | Moto Perpetuo                                                     | Giải Cành cọ vàng                  |
| 1981 | Le Rat                                                            | Giải của Ban Giám khảo             |
| 1981 | Zea                                                               | Giải của Ban Giám khảo             |
| 1981 | Zea                                                               | Giải của Ban Giám khảo             |
| 1980 | Seaside Woman                                                     | Giải Cành cọ vàng                  |
| 1980 | Krychle                                                           | Giải của Ban Giám khảo             |
| 1980 | The Performer                                                     | Giải của Ban Giám khảo             |

### Thập niên 1970
| Năm  | Phim                                   | Giải                                       |
| ---- | -------------------------------------- | ------------------------------------------ |
| 1979 | Harpya                                 | Giải Cành cọ vàng                          |
| 1979 | La Festa dels Bojos                    | Giải phim ngắn - Hư cấu                    |
| 1979 | Boom                                   | Giải phim ngắn - Hoạt hình                 |
| 1978 | La Traversée de l'Atlantique a la Rame | Giải Cành cọ vàng                          |
| 1978 | Oh my Darling                          | Giải của Ban Giám khảo                     |
| 1978 | The Doonesbury Special                 | Giải của Ban Giám khảo                     |
| 1977 | Kuzdok                                 | Giải Cành cọ vàng                          |
| 1977 | Di Cavalcanti                          | Giải đặc biệt của Ban Giám khảo            |
| 1976 | Metamorphosis                          | Giải Cành cọ vàng                          |
| 1976 | Agulana                                | Giải nhất của Ban Giám khảo                |
| 1976 | Nightlife                              | Giải nhì của Ban Giám khảo                 |
| 1975 | Lautrec                                | Giải Cành cọ vàng                          |
| 1975 | Daryu tebe zvezdu                      | Giải đặc biệt của Ban Giám khảo            |
| 1974 | Ostrov                                 | Giải thưởng lớn quốc tế của Liên hoan phim |
| 1974 | La Faim                                | Giải của Ban Giám khảo                     |
| 1973 | Balablok                               | Giải thưởng lớn                            |
| 1973 | Az 1812-es év                          | Giải đặc biệt của Ban Giám khảo            |
| 1972 | Le Fusil a Lunette                     | Giải thưởng lớn quốc tế của Liên hoan phim |
| 1972 | Operation X-70                         | Giải đặc biệt của Ban Giám khảo            |
| 1972 | Zikkaron                               | Gỉi thưởng lớn của CST                     |
| 1971 | Star Spangled Banner                   | Giải đặc biệt của Ban Giám khảo            |
| 1971 | Stuiter                                | Hạng ưu                                    |
| 1971 | Une Statuette                          | Hạng ưu                                    |
| 1970 | Magic Machines                         | Giải thưởng                                |
| 1970 | Et Salammbo?                           | Hạng ưu                                    |

### Thập niên 1960
| Năm  | Phim                                      | Giải                                                             |
| ---- | ----------------------------------------- | ---------------------------------------------------------------- |
| 1969 | Cîntecele Renasterii                      | Giải thưởng lớn quốc tế của Liên hoan phim                       |
| 1969 | La Pince à ongles                         | Giải đặc biệt của Ban Giám khảo                                  |
| 1969 | Toccata                                   | Hạng đặc biệt của CST                                            |
| 1969 | Cîntecele Renasterii                      | Hạng đặc biệt của CST                                            |
| 1968 | không tổ chức Liên hoan phim              |                                                                  |
| 1967 | Sky Over Holland                          | Giải thưởng lớn quốc tế của Liên hoan phim                       |
| 1967 | Gloire à Félix Tournachon                 | Giải đặc biệt của Ban Giám khảo                                  |
| 1967 | Jedan plus jedan jeste tri                | Giải đặc biệt của Ban Giám khảo                                  |
| 1967 | Sky Over Holland                          | Giải của CST                                                     |
| 1967 | Versailles                                | Hạng đặc biệt của CST                                            |
| 1966 | Skaterdater                               | Giải thưởng lớn của Lễ kỷ niệm lần thứ 20 Liên hoan phim quốc tế |
| 1966 | Skaterdater                               | Giải của CST                                                     |
| 1965 | Nyitany                                   | Giải thưởng lớn                                                  |
| 1965 | Monsieur Plateau                          | Giải đặc biệt của Ban Giám khảo                                  |
| 1965 | Johann Sebastian Bach: Fantasy in G minor | Giải hạng ba                                                     |
| 1965 | Nyitany                                   | Giải của CST                                                     |
| 1965 | Le Coq Chante a Minuit                    | Giải của CST                                                     |
| 1964 | La Douceur du Village                     | Giải thưởng lớn                                                  |
| 1964 | Le Prix de la Victoire                    | Giải thưởng lớn                                                  |
| 1964 | Help! My Snowman's Burning Down           | Giải đặc biệt của Ban Giám khảo                                  |
| 1964 | Sillages                                  | Giải đặc biệt của Ban Giám khảo                                  |
| 1964 | Dawn of the Capricorn                     | Giải của CST                                                     |
| 1963 | A Fleur d'Eau                             | Giải Cành cọ vàng                                                |
| 1963 | Le Haricot                                | Giải Cành cọ vàng                                                |
| 1963 | Moj Stan                                  | Giải đặc biệt của Ban Giám khảo                                  |
| 1963 | Di Domenica                               | Hạng đặc biệt của Ban Giám khảo                                  |
| 1963 | Toi                                       | Hạng đặc biệt của Ban Giám khảo                                  |
| 1963 | Zeilen                                    | Giải của CST                                                     |
| 1962 | La Rivière du Hibou                       | Giải Cành cọ vàng                                                |
| 1962 | Oczekiwaine                               | Giải đặc biệt của Ban Giám khảo                                  |
| 1962 | Pan                                       | Giải đặc biệt của Ban Giám khảo                                  |
| 1962 | Oczekiwaine                               | Giải CST của Điện ảnh Pháp                                       |
| 1962 | Les Dieux du Feu                          | Giải CST của Điện ảnh Pháp                                       |
| 1961 | La Petite Cuillère                        | Giải Cành cọ vàng                                                |
| 1961 | Parbaj                                    | Giải đặc biệt                                                    |
| 1961 | Fuego en Castilla                         | Hạng đặc biệt của CST                                            |
| 1961 | Folkwangschulen                           | Hạng đặc biệt của CST                                            |
| 1960 | Le Sourire                                | Giải Cành cọ vàng                                                |
| 1960 | Paris la Belle                            | Giải thưởng                                                      |
| 1960 | A City Called Copenhagen                  | Giải thưởng                                                      |
| 1960 | Notre Univers                             | Giải thưởng                                                      |
| 1960 | Dagen Mijner Jaren                        | Hạng danh dự                                                     |
| 1960 | Enfants des Courants d'Air                | Hommage (Kính tặng)                                              |
| 1960 | Le Journal d'un Certain David             | Hommage (Kính tặng)                                              |
| 1960 | Paris la Belle                            | Hommage (Kính tặng)                                              |
| 1960 | Le Sourire                                | Hommage (Kính tặng)                                              |

### Thập niên 1950
| Năm  | Phim                                       | Giải                                                                       |
| ---- | ------------------------------------------ | -------------------------------------------------------------------------- |
| 1959 | Motyli zde Neziji                          | Giải Cành cọ vàng                                                          |
| 1959 | Histoire d'un Poisson Rouge                | Giải đặc biệt của Ban Giám khảo                                            |
| 1959 | New York, New York                         | Giải thưởng                                                                |
| 1959 | Zmisna Warty                               | Giải thưởng                                                                |
| 1959 | Le Petit Pecheur de la Mer de Chine        | Hạng ưu                                                                    |
| 1959 | La Mer et les Jours                        | Hommage (Kính tặng)                                                        |
| 1959 | Motyli zde Neziji                          | Prix de la Meilleure Sélection (Giải tuyển lựa tốt nhất)                   |
| 1958 | La Seine a Recontre Paris                  | Giải Cành cọ vàng                                                          |
| 1958 | La Joconde                                 | Giải Cành cọ vàng                                                          |
| 1958 | Auf den Spuren des Lebens                  | Giải đặc biệt                                                              |
| 1958 | Nez nam Narostla Kridla                    | Giải đặc biệt                                                              |
| 1957 | Courte Histoire                            | Giải Cành cọ vàng                                                          |
| 1957 | Capitale de l'Or                           | Giải Phim Tài liệu                                                         |
| 1957 | Wiesemsommer                               | Giải Phim thiên nhiên                                                      |
| 1957 | Ochotniki Iujnikh Morey                    | Hạng đặc biệt                                                              |
| 1956 | Le Ballon rouge                            | Giải Cành cọ vàng                                                          |
| 1956 | La Corsa delle Roche                       | Giải Phim tài liệu                                                         |
| 1956 | Andre Modeste Gretry                       | Giải Phim tài liệu                                                         |
| 1956 | Lourdja Magdany                            | Giải Phim hư cấu                                                           |
| 1956 | Loutky Jiriho Trnky                        | Hạng đặc biệt                                                              |
| 1956 | Together                                   | Hạng ưu Phim nghiên cứu                                                    |
| 1956 | Tant qu'il y aura des Bêtes                | Hạng ưu Phim nghiên cứu                                                    |
| 1955 | Blinkity Blank                             | Giải Cành cọ vàng                                                          |
| 1955 | Isola di Fuoco                             | Giải Phim tài liệu hay nhất                                                |
| 1955 | La Grande Pèche                            | Prix du Reportage Filmé (Giải phim phóng sự)                               |
| 1955 | Zolotaia Antilopa                          | Hạng đặc biệt                                                              |
| 1954 | Toot-Whistle-Flunk and Boom                | Giải cho phim giải trí                                                     |
| 1954 | O Sklenicku Vic                            | Giải cho phim con rối                                                      |
| 1954 | Stare Miasto                               | Prix du Film de Realité (Giải cho phim thực tế)                            |
| 1954 | The Pleasure Garden                        | Prix du Film de Fantaisie Poetique (Giải cho phim tưởng tượng thi vị)      |
| 1954 | Aptenodytes Forsteri                       | Giải cho phim thiên nhiên                                                  |
| 1953 | Crin Blanc, Cheval Sauvage                 | Giải thưởng lớn                                                            |
| 1953 | Houen zo!                                  | Giải cho Phim thực tế                                                      |
| 1953 | The Stranger Left No Card                  | Giải cho Phim viễn tưởng                                                   |
| 1953 | Doderhultarn                               | Giải cho Phim nghệ thuật                                                   |
| 1953 | The Romance of Transportation in Canada    | Giải cho phim hoạt họa                                                     |
| 1952 | Het Schots is te Boord                     | Giải thưởng lớn                                                            |
| 1952 | Indisk By                                  | Giải đặc biệt của Ban Giám khảo                                            |
| 1952 | Animated Genesis                           | Giải cho phim màu                                                          |
| 1952 | Groenland: Vingt Mille Lieux sur les Glace | Giaả đặc biệt của Ban Giám khảo - Phim khoa học hoặc sư phạm               |
| 1951 | L'Eruption de l'Etna                       | Giải thưởng lớn của Liên hoan phim quốc tế cho phim khoa học xuất sắc nhất |
| 1951 | La Voie Est-Ouest                          | Giải đặc biệt của Ban Giám khảo                                            |
| 1951 | Ukraine en Fleurs                          | Giải đặc biệt của Ban Giám khảo                                            |
| 1951 | Lettonie Soviètique                        | Giải đặc biệt của Ban Giám khảo                                            |
| 1951 | Esthonie Soviètique                        | Giải đặc biệt của Ban Giám khảo                                            |
| 1951 | Azerbaidjan Soviètique                     | Giải đặc biệt của Ban Giám khảo                                            |
| 1950 | không tổ chức Liên hoan phim               |                                                                            |

### Thập niên 1940
| 1949 | Astrid Henning-Jensen (Palle Alene i Verden) | Giải cho chủ đề (Prix pour le sujet) |
| 1949 | Pacific 231                                  | Giải cho dựng phim                   |
| 1949 | Bialy Redyk                                  | Giải cho chụp hình                   |
| 1949 | Hìnhs Médiévales                             | Giải cho phim màu                    |
| 1949 | Seal Island                                  | Giải cho phim phóng sự               |
| 1948 | không tổ chức Liên hoan phim                 |                                      |
| 1947 | Inondations en Pologne                       | Giải thưởng lớn - Phim tài liệu      |
| 1946 | không trao giải phim ngắn                    |                                      |